# Brooke Scullion
Brooke Scullion (Bellaghy, Condado de Derry, Irlanda do Norte, 31 de março de 1999) é uma cantora irlandesa que vai representar a Irlanda no Festival Eurovisão da Canção 2022 com seu single "That's Rich". Também foi concorrente na nona temporada do The Voice UK, terminando em terceiro na final.